# ColecoVision
De ColecoVision is een spelcomputer die in augustus 1982 op de markt werd gebracht door Coleco en buiten Amerika gedistribueerd door CBS Corporation.
Het systeem is grafisch en qua geluid beter dan zijn concurrenten uit die tijd, zoals de Atari 2600 en de Intellivision. Ook werd bij deze spelcomputer standaard het spelletje Donkey Kong geleverd. Hierdoor werd het systeem een van de populairste systemen uit de jaren 80.
De ColecoVision kan worden uitgebreid met zogenaamde Expansion Modules. Zo is er een Expansion Module #1, waarmee ook spelcassettes van de Atari 2600 op de spelcomputer kunnen worden gespeeld. De Expansion Module #2 is een stuur met gaspedaal. De Expansion Module #3 ten slotte, is een uitbreiding waarmee de spelcomputer kan worden uitgebreid tot een homecomputer.

De spelletjes zijn opgeslagen op zogenaamde spelcartridges of spelcassettes die in de console moeten worden geduwd.
Op het internet zijn diverse emulatoren waarmee men op de PC de oude spelcassettes kan spelen.

Enkele bekende speltitels zijn: Mr. Do!, Lady Bug, Donkey Kong en Smurf: Rescue in Gargamel's Castle.
In het jaar 2014 bracht AT games de Colecovision Flashback uit.

## Technische specificaties
Processor
- Zilog Z80A met een kloksnelheid van 3.58 MHz

Geheugen
- ROM: 32 kB
- VRAM: 16 kB
- RAM: 1 kB

Weergave
- VDP
  - Texas Instruments TMS9918A (NTSC) of TMS9928A (PAL/SECAM)
  - resolutie: 256 192 beeldpunten
  - 32 sprites
  - kleuren: 16 kleuren gelijktijdig

- Geluid

-   - Texas Instruments SN76489A

- 3 geluidskanalen, waarvan één ruiskanaal

Opslagmedia
- Cartridge: 8, 16, 24 of 32 Kb

## Overeenkomsten met andere (spel)computersystemen
De ColecoVision beschikt over dezelfde processor en weergaveprocessor als MSX1, Sega SG-1000, SC-3000 en Spectravideo SV-318. Daarnaast heeft het dezelfde geluidschip als de Sega-computers (inclusief het Sega Master System), waardoor de mogelijkheden van deze systemen hardwarematig identiek zijn.
MSX-computers gebruiken echter een andere geluidschip, de General Instrument AY-3-8910. Deze is nagenoeg identiek aan de Texas Instruments SN76489A.
Hierdoor is het relatief eenvoudig gebleken om computerspellen om te zetten tussen de vier verschillende systemen. Een emulator als blueMSX maakt van deze overeenkomsten gebruik en emuleert momenteel naast de MSX-standaard tevens de SG-1000, SC-3000, ColecoVision en Spectravideo SV-318. Momenteel wordt het Sega Master System nog niet ondersteund.